# 梅田芸術劇場
梅田芸術劇場（うめだげいじゅつげきじょう、英語: Umeda Arts Theater）は、1992年11月に大阪府大阪市北区茶屋町（梅田地区）の「ちゃやまちアプローズ」内に開場した劇場、並びにこれを運営する企業（株式会社梅田芸術劇場）である。メインホール（1階）とシアター・ドラマシティ（地下1階）がある。

## 施設

### メインホール（旧・梅田コマ劇場）
前身となる「梅田コマ劇場」は1956年11月16日、株式会社梅田コマ・スタジアムによって開場した。現在の「HEP FIVE」の西半分の位置にあり、「梅田コマ・ゴールド」「梅田コマ・シルバー」の2つの映画館も併設していた。長らく「ウメコマ」の愛称で親しまれたが、建物の老朽化などもあり、1992年9月28日の『夫婦善哉』公演を最後に閉場した（劇場跡地には、東接していた「阪急ファイブ」が拡張される形で1998年11月28日、HEP FIVEが開業）。
1992年11月2日、現在地に移転し「劇場・飛天」として再開場した。「梅田コマ劇場」の飛躍発展的移転という位置づけであることや、「コマ」の名称が示す円形舞台を採用しなかったため、敢えて劇場名から「コマ」の名称を外した。だが、移転前の「梅田コマ劇場」と比べ、駅からの移動距離が長くなったことで思うように集客が伸びず、加えて、改称後も「コマ」のイメージが強く「飛天」の名称が浸透しなかったことから、2000年4月に劇場名を再び「梅田コマ劇場」に戻した。2005年4月1日に阪急電鉄がシアター・ドラマシティと併せて買収し、「梅田芸術劇場」（梅芸）としてリニューアルオープン。旧梅田コマ劇場はそのメインホールとなり、現在に至る。
客席の天井中央には、大きなシャンデリアがある。開演前には、低く下ろし、開演と同時に天井に引き上げる仕掛け（現在は常時引き上げた状態）である。客席数：1905席、高さ：11m、間口：21m、奥行：19m。

### シアター・ドラマシティ
ミュージカル公演のほか、落語会「朝日東西名人会」「上方落語をきく会」の会場としても使用される。不定期で、宝塚歌劇団、Youth Theatre Japan (YTJ) の公演にも使用される。主として宝塚バウホールと同じように、若手主体の実験的公演が中心である。
客席数：898席、高さ：6.7m、間口：16m、奥行：14.5m。

## 交通アクセス
- 梅田地区の鉄道駅
  - 最寄り駅 - 阪急大阪梅田駅

## ギャラリー

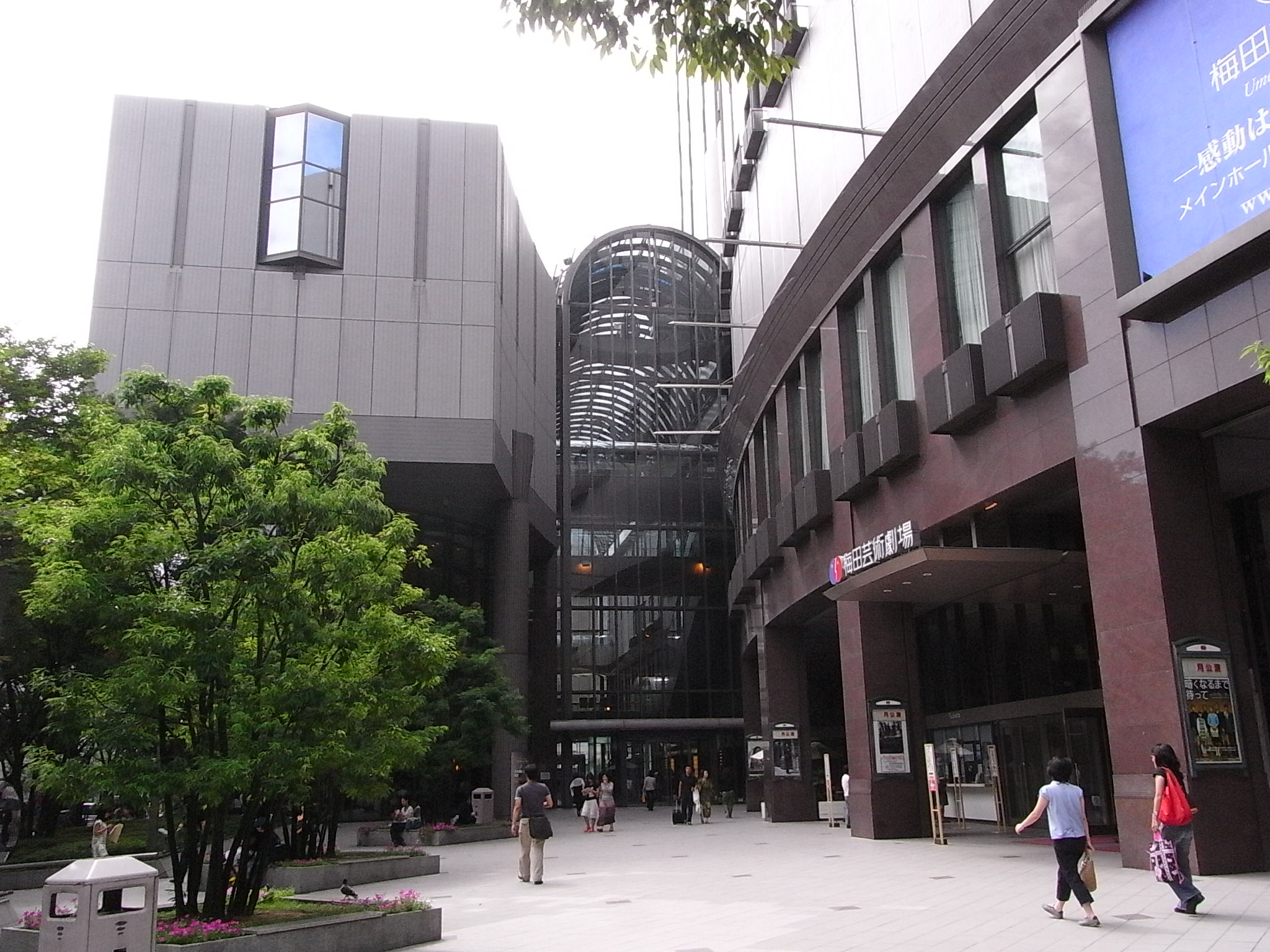
正面はシアター・ドラマシティ、右はメインホール入口（2009年8月13日撮影）
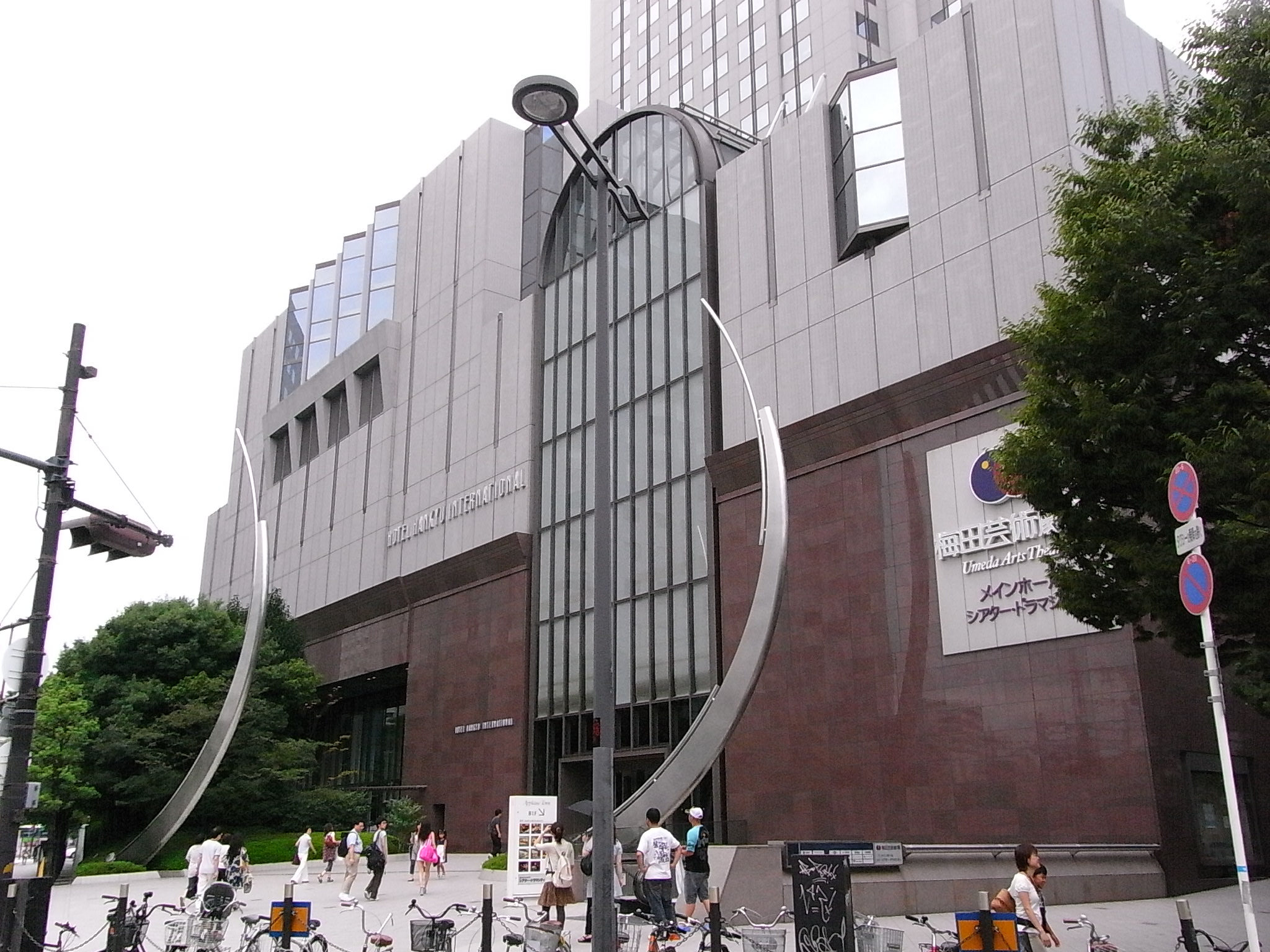
シアター・ドラマシティ前広場（2009年8月13日撮影）
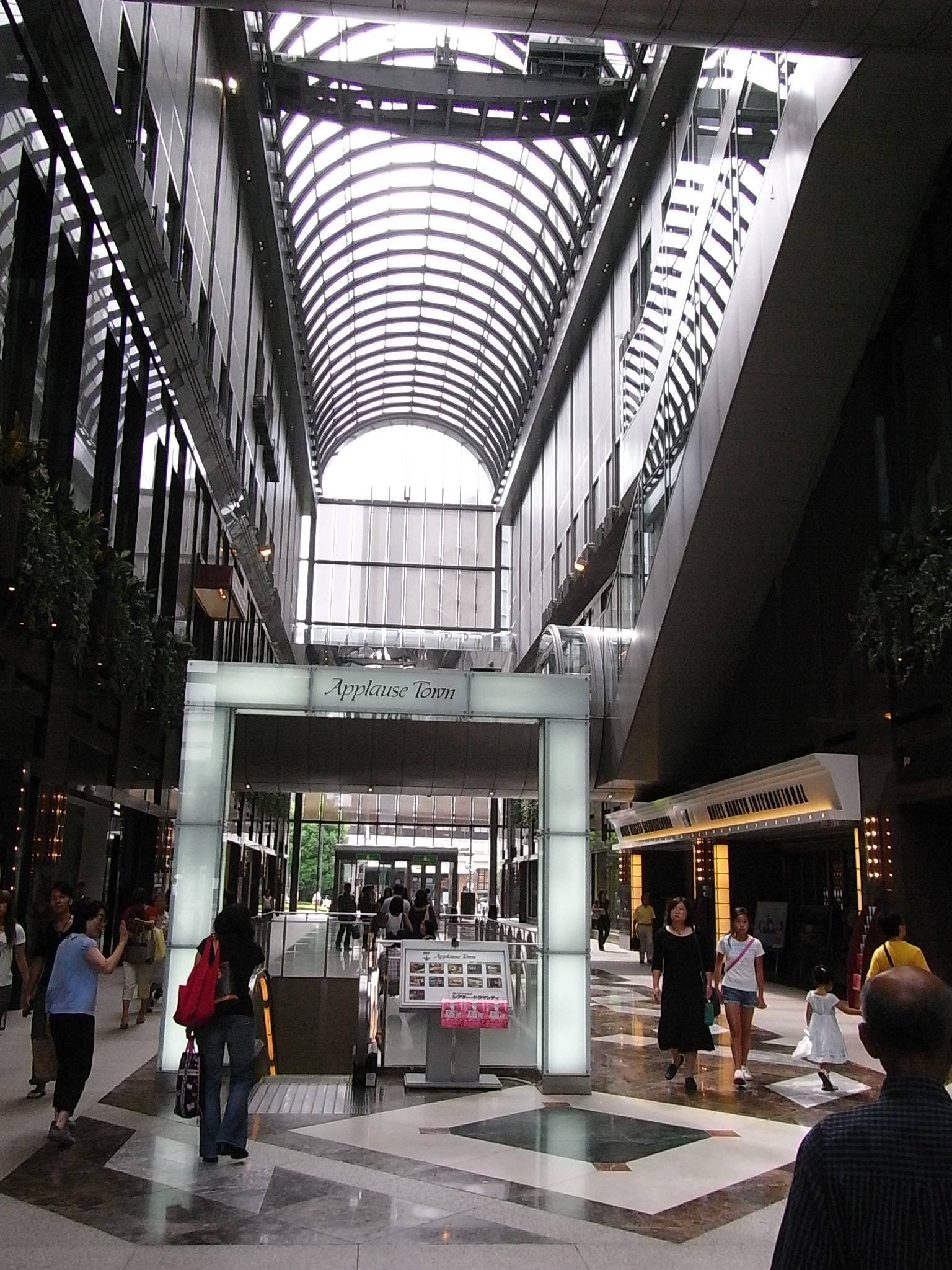
シアター・ドラマシティのホール（2009年8月13日撮影）

## 株式会社梅田芸術劇場
本劇場は阪急阪神ホールディングスグループに属する、株式会社梅田芸術劇場が運営している。
元はメインホール（梅田コマ劇場）、シアター・ドラマシティとも株式会社コマ・スタジアム（現在は東宝に吸収合併）が所有していたが、コマ・スタジアムの経営再建策として、阪急電鉄が2005年3月に両劇場を買収した。株式会社梅田芸術劇場は、両劇場を一体的に運営するために設立された阪急阪神ホールディングス100%出資の連結子会社である。
ロゴマークは右に舞台に立つ出演者の強い意志を秘めた横顔をイメージしたワインレッドの円形と左に感動を眼差しに湛えた観客をイメージした紫色の円形を組み合わせ、メインホールとドラマシティの2つの劇場で出演者と観客が一体となり響き合う様子を表した。
現在は同劇場と2029年完成予定の八重洲二丁目中地区に新設の劇場の運営・管理に加えて、自主公演の企画制作・実施・チケット販売、また東京事業部において宝塚歌劇団OGのアーティストマネジメント事業も行っている。

### 所属アーティスト
旧TCAプロダクションが前身。
- 麻実れい
- 湖月わたる
- 朝海ひかる
- 樹里咲穂
- 春野寿美礼 ＊専属契約アーティスト

#### 過去に所属していたアーティスト
- 愛耀子
- 安寿ミラ ＊業務提携
- 月影瞳
- 南海まり
- 野々すみ花
- 則松亜海
- 初風緑
- 星奈優里